# The Act (musical)
The Act é um musical feito a partir de um livro de George Furth, letras de Fred Ebb, e música de John Kander.
Foi escrito para destacar os talentos dos favoritos de Kander e Ebb, Liza Minnelli, que interpretou Michelle Craig, uma estrela de cinema em declínio tentando um retorno como cantora em Las Vegas.
O musical estreou no Teatro da Broadway em 1977, e foi apresentado 233 vezes.

## Elenco e personagens
- Michelle Craig – Liza Minnelli
- Dan Connors – Barry Nelson
- Molly Connors – Gayle Crofoot
- Lenny Kanter – Christopher Barrett
- Charley Price – Mark Goddard
- Arthur/One of the Boys – Roger Minami
- Nat Schrieber – Arnold Soboloff
- Dance Alternate – Claudia Asbury
- Dance Alternate – Brad Witsger
- One of the Boys – Wayne Cliento
- One of the Boys – Michael Leeds
- One of the Boys – Albert Stephenson
- One of the Girls – Carol Estey
- One of the Girls – Laurie Dawn Skinner

## Números musicais
| Ato I - "Shine It On" – Michelle Craig and Chorus - "It's the Strangest Thing" – Michelle Craig - "Bobo's" – Michelle Craig and Dancers - "Turning" – Michelle Craig - "Little Do They Know" – Boys and Girls - "Arthur in the Afternoon" – Michelle Craig and Arthur - "Hollywood, California" – Michelle Craig and Dancers - "The Money Tree" – Michelle Craig | Ato II - "City Lights" – Michelle Craig and Chorus - "There When I Need Him" – Michelle Craig - "Hot Enough for You?" – Michelle Craig and Dancers - "Little Do They Know" (Reprise) – Boys and Girls - "My Own Space" – Michelle Craig - "Walking Papers" – Michelle Craig |

## Produção
Originalmente intitulado Shine It On, The Act teve apresentações fora de Nova York por 15 semanas em Chicago, São Francisco e Los Angeles. O musical estreou na Broadway em 29 de outubro de 1977, no Majestic Theatre, na Broadway, onde teve 233 apresentações e seis prévias.
Dirigido por Martin Scorsese, coreografado por Ron Lewis, e com figurinos de Halston, o elenco incluiu Barry Nelson, Mark Goddard e Wayne Cilento. O The New York Times relatou que "o diretor Gower Champion discretamente entrou para supervisionar o espetáculo durante seu último mês em Los Angeles."
O crítico do The New York Times escreveu que "The Act é exatamente o que seu nome sugere: É um ato, e um esplêndido ato. Por outro lado, é um pouco menos do que suas pretensões sugerem. Teatral embora seja como uma performance, é um musical indiferente." Outro escritor do The New York Times observou que "Se há um ponto que 'The Act' destaca mais, é que Miss Minnelli na Broadway tem um poder de estrela incomparável."
Com o preço do ingresso para a orquestra de sábado à noite atingindo o recorde de $25, The Act teve $2 milhões em vendas antecipadas, na época o mais alto da história da Broadway. No entanto, a produção estava fadada desde o início, com sua estrela, Liza Minnelli, se comportando de maneira errática e frequentemente faltando às apresentações (mais de 10% de toda a temporada). Durante as apresentações fora de Nova York, Gower Champion foi chamado para ajudar na encenação (mas não assumiu a direção). Além disso, os figurinos originais foram substituídos. Com os custos adicionais e com as altas demandas por reembolso, foi impossível para o espetáculo recuperar seus custos.

## Prêmios e nomeações
| Year | Award      | Category                    | Nominee       | Result   |
| ---- | ---------- | --------------------------- | ------------- | -------- |
| 1978 | Tony Award | Melhor Trilha Original      | Kander e Ebb  | Indicado |
| 1978 | Tony Award | Melhor Ator em Musical      | Barry Nelson  | Indicado |
| 1978 | Tony Award | Melhor Atriz em Musical     | Liza Minnelli | Venceu   |
| 1978 | Tony Award | Melhor Coreografia          | Ron Lewis     | Indicado |
| 1978 | Tony Award | Melhor Design de Figurino   | Halston       | Indicado |
| 1978 | Tony Award | Melhor Design de Iluminação | Tharon Musser | Indicado |

## Trilha sonora
O álbum foi lançado pela DRG Records em 1978, incluindo todas as músicas da trilha sonora (com exceção de "Hollywood, California", que foi cortada após a noite de estreia) interpretadas pelo elenco original da Broadway.
A lista de faixas apresenta algumas diferenças em relação as apresentações teatrais, como a ordem das músicas, que também foram ligeiramente editadas para a gravação, eliminando todos os diálogos.
O crítico William Ruhlmann, do site AllMusic, afirmou que a trilha não fez jus a Minnelli, uma vez que Kander parecia não ter feeling para a música dos anos de 1970. Ele escreveu: "Como resultado, a trilha sonora não fez jus a ela, e isso é o que se obtém em um álbum de elenco que é pouco mais do que uma gravação solo de Minnelli com a indicação mais fraca de que as performances derivam de um musical com enredo. Minnelli canta as canções com seu habitual entusiasmo, ausentando-se apenas para "Little Do They Know" e sua reprise, uma canção que aborda a natureza de veículo de estrela do projeto".
Comercialmente, falhou em aparecer na parada Billboard 200.

### Lista de Faixas
- Créditos adaptados do LP The Act, de 1978.[14]

| N.º | Título                          | Compositor(es)        | Vocais                    | Duração |  |
| 1.  | "Shine It On"                   | John Kander; Fred Ebb | Liza Minnelli with Chorus | 3:46    |  |
| 2.  | "It's The Strangest Thing"      | Kander, Ebb           | Liza Minnelli             | 3:06    |  |
| 3.  | "Bobo's"                        | Kander, Ebb           | Liza Minnelli             | 4:20    |  |
| 4.  | "Turning"                       | Kander, Ebb           | Liza Minnelli with Chorus | 2:49    |  |
| 5.  | "Little Do They Know"           | Kander, Ebb           | Liza Minnelli             | 2:46    |  |
| 6.  | "Arthur In The Afternoon"       | Kander, Ebb           | Liza Minnelli             | 4:02    |  |
| 7.  | "The Money Tree"                | Kander, Ebb           | Liza Minnelli             | 4:00    |  |
| 8.  | "City Lights"                   | Kander, Ebb           | Liza Minnelli with Chorus | 6:23    |  |
| 9.  | "There When I Need Him"         | Kander, Ebb           | Liza Minnelli             | 4:22    |  |
| 10. | "Hot Enough For You?"           | Kander, Ebb           | Liza Minnelli with Chorus | 2:11    |  |
| 11. | "Little Do They Know (Reprise)" | Kander, Ebb           | Liza Minnelli             | 1:18    |  |
| 12. | "My Own Space"                  | Kander, Ebb           | Liza Minnelli             | 3:54    |  |
| 13. | "Walking Papers"                | Kander, Ebb           | Liza Minnelli             | 4:41    |  |